# Rekords Rekords
Rekords Rekords es un sello discográfico independiente formado por Josh Homme y Lydia Rusell en 2001.

## Historia
La discográfica nació, originariamente, tras la quiebra de Man's Ruin Records, sello independiente encargado de los álbumes de Desert Sessions, uno de los proyectos de Homme. El futuro se encontraba bastante incierto para el nuevo trabajo de Josh, por lo que decidió crear una discográfica con la que poder continuar autofinanciándose los discos.
Con el tiempo, Rekords Rekords ha ido ampliando algo su catálogo y ha trabajado con grupos como Eagles of Death Metal, Fatso Jetson, Likehell y Mondo Generator.